# 1527
1527 је била проста година.

## Догађаји
- Српски властелин Радич Божић је од војводе Јована Запоље добио високо достојанство (титулу) — Српског деспота у Угарској.

### Мај
- 16. мај — Фирентинци су по други пут протерали Медичије и Фиренца је поново успостављена као република.

### Јул
- Јован Ненад (назван Црни Човјек) се проглашава за цара, али је његова владавина у Бачкој и дијеловима Срема и Баната кратка, само годину дана (-до краја јула 1527).

## Смрти

### Јануар
- 21. јун — Николо Макијавели, италијански ренесансни мислилац (*3. мај 1469).